# Sur le pont d’Avignon (piosenka)

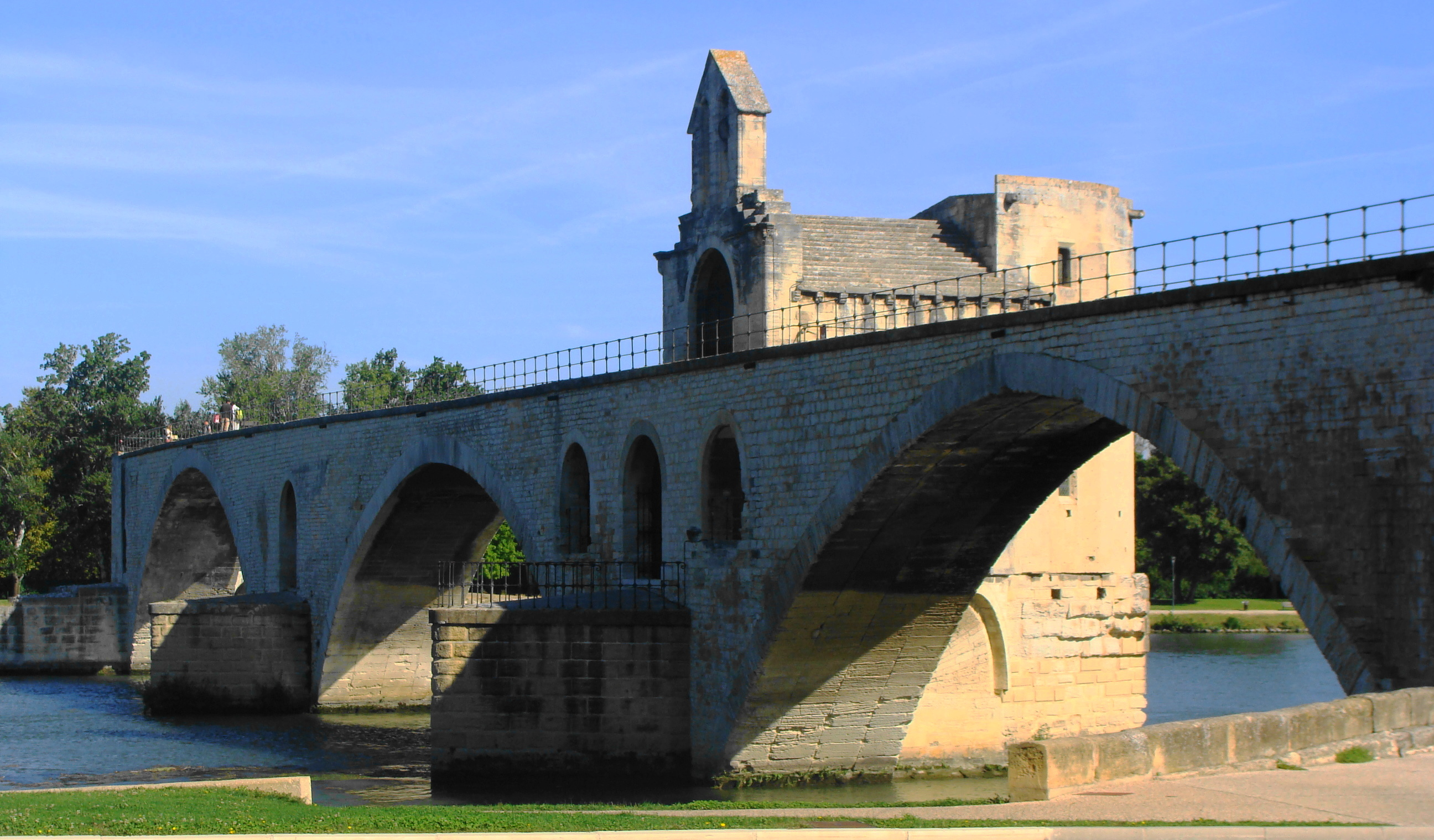
Pont Saint-Bénézet (widok z Boulevard du Quai de la Lign)

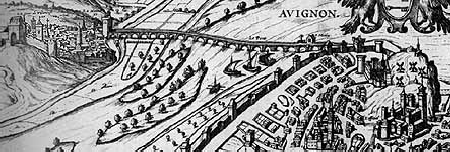
Pont Saint-Bénézet - grafika z 1660 przedstawiająca most z 22 przęsłami.

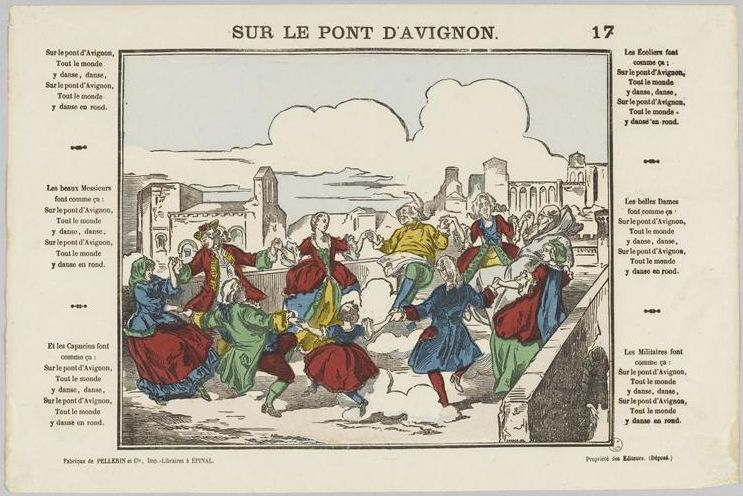
XIX wieczna ilustracja z tekstem do piosenki Sur le pont d’Avignon

Sur le pont d’Avignon – francuska piosenka, której treść odnosi się do mostu w Awinionie (pont Saint-Bénézet). Most, dziś częściowo zburzony, wybudowany został w latach 1171-1185 na rzece Rodan, łącząc miasta Awinion i Villeneuve-lès-Avignon. Według legendy budowniczym mostu był św. Bénézet.
Treść piosenki opowiada o ludziach tańczących na moście, choć w rzeczywistości prawdopodobnie tańczyli oni pod mostem (sous le pont), gdzie znajduje się wyspa będąca popularnym terenem rekreacyjnym.
W Polsce tytuł ten kojarzy się z wierszem Krzysztofa Kamila Baczyńskiego, do którego muzykę napisał Andrzej Zarycki, a wykonywali między innymi Ewa Demarczyk, Budka Suflera, Janusz Radek, Gaba Kulka oraz grupa Czerwony Tulipan.

## Tekst piosenki francuskiej
Refren
Sur le pont d’Avignon

L'on y danse, l'on y danse

Sur le pont d’Avignon

L'on y danse tous en rond

1. zwrotka
Les beaux messieurs font comm’ ça

Et puis encore comm’ ça.

2. zwrotka
Les belles dames font comm’ ça

Et puis encore comm’ ça.

3. zwrotka
Les militaires font comm’ ça

Et puis encore comm’ ça

4. zwrotka
Les musiciens font comm’ ça

Et puis encore comm’ ça.

| Posłuchaj „Sur le pont d’Avignon” |  |
|                                   |  |
|                                   |  |